# Shueisha
A Shueisha Inc. (株式会社集英社; Kabusikigaisa Súeisa; Hepburn: Kabushikigaisha Shūeisha; "Shueisha Publishing Co., Ltd.") egy nagy könyvkiadó-vállalat Japánban. 1925-ben alapították a Shogakukan szórakoztatóipari termékek kiadási részlegeként. A következő évben a Shueisha kivált és független cégként működött tovább. Számos magazin kiadója, mint a Súkan Sónen Jump, a Súkan Young Jump, a Non-no vagy az Ultra Jump. A Shogakukan és a Hakusensha vállalatokkal együtt a Viz Media tulajdonosa, amely a külföldi - elsősorban az Egyesült Államokban - mangák és más szórakoztatóipari termékek forgalmazásért felelős. Székhelye Csijodában, Tokióban található.

## Története

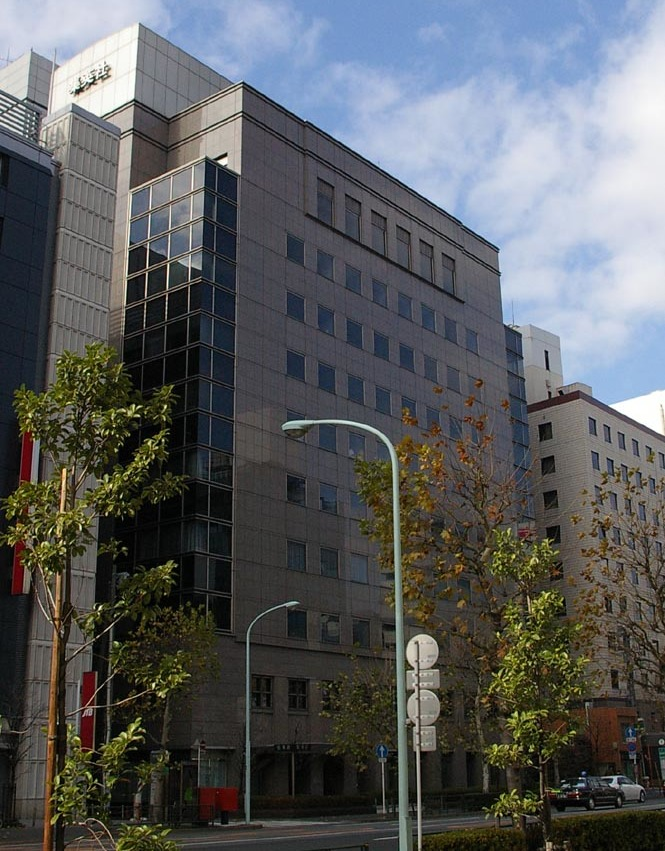
A Shueisha dzsinbócsói épülete, Csijoda, Tokió

A Shueishát 1925-ben alapította a neves Shogakukan kiadó a szórakoztatóipari termékeinek kiadási részlegeként. A következő évben a Shueisha kivált és független vállalatként működött tovább. Első kiadványa a Shogakukannal közösen kiadott Dzsindzsó sógaku icsinen dzsoszei (尋常小學一年女生; Hepburn: Jinjō shōgaku ichinen josei) című regény lett. 1927-ben két újabb regényt a Dansi ehont és a Dzsosi ehont jelentette meg. 1928-ban felkérték a Gendai júmoa zensú (現代ユーモア全集; Hepburn: Gendai yūmoa zenshū) gyűjtemény megszerkesztésére. Az 1930-as években egy újabb regény, a Tantei-ki dan jelent meg, a Gendai júmoa zensú pedig a 24. kötetével befejeződött. 1931-ben még két regény a Dansi jócsien és a Dzsosi jócsien került kiadásra. 1933-ban megkezdődött a Tokiói Gazdasági Iskolától (a későbbi Hitocubasi Egyetem) vásárolt régi iskola épületének felújítása, ezalatt a Shueisha ideiglenes székházba került Dzsinbócsóban.
A második világháború után részvénytársaságként indult újra (1949-ben újra Ltd. lett) és megkezdte az Omosiro Book manga témájú kiadvány publikálását. Az Omosiro Bookban megjelent Sónen ódzsa című képeskönyv nagy népszerűségre tett szert a fiúk és lányok között egyaránt. A Sónen ódzsa első kötete Sónen ódzsa oitacsi hen címmel jelent meg Jamakava Szódzsi gyűjtésében, és gyorsan az eladási listák élére került. A Shueisha első magazinja Akaru ku Tanosi i Sónen-Sódzso Zassi címmel jelent meg. 1949 szeptemberében a Omosiro Book magazinná alakult megtartva korábbi tartalmát és formáját. 1950-ben Hinomaru címmel a magazin egy különleges kiadása is megjelent. 1951-ben indult az Omosiro Book nőknek szánt változata Sódzso Book néven, melynek fő témája a kamaszlányok érdeklődésébe tartozó mangák voltak. A Shueisha Hitocubasiban található épülete 1952-ben teljesen függetlenné vált. Ebben az évben befejeződött az Omosiro Book rendszeres kiadása és a Mjódzsó című magazin havi kiadású lett. Az Omosiro Book sorozatait bunkoban formában adták ki az Omosiro Manga Bunko című kiadványban. Ezután Joiko Jócsien címmel kiadtak egy regényt az Omosiro Bookot pedig felváltotta egy másik gyermek mangamagazin a Jónen Book.

## Magazinok
| Magazin                                                 | Állapot  | Tartalom                      |
| ------------------------------------------------------- | -------- | ----------------------------- |
| Omosiro Book (おもしろブック)                           | megszűnt | sónen és sódzso manga         |
| Hinomaru (よいこのとも)                                 | megszűnt | sónen és sódzso manga         |
| Sódzso Book (少女ブック)                                | megszűnt | sódzso manga                  |
| Mjódzsó (明星)                                          | fut      | populáris kultúra és zene     |
| Jónen Book (幼年ブック)                                 | megszűnt | gyermekmanga                  |
| Ribon (りぼん)                                          | fut      | sódzso manga                  |
| Súkan Mjódzsó (週刊明星)                                | megszűnt | populáris kultúra és zene     |
| Sónen Book (少年ブック)                                 | megszűnt | sónen manga                   |
| Besszacu Mjódzsó (別冊週刊明星)                         | megszűnt | populáris kultúra és zene     |
| Dzsoszei Mjódzsó (女性明星)                             | megszűnt | női divat                     |
| Margaret (マーガレット)                                 | fut      | sódzso manga                  |
| Besszacu Margaret (別冊マーガレット)                    | fut      | sódzso manga                  |
| Besszacu Sónen Book (別冊少年ブック)                    | megszűnt | sónen manga                   |
| Súkan Playboy (週刊プレイボーイ)                        | fut      | férfimagazin és szeinen manga |
| Sószecu Dzsunai (小説ジュニア)                          | megszűnt | regények                      |
| Nihonban Gaku Zensú (日本文学全集)                      | megszűnt |                               |
| Szeisun to Dokuso (青春と読書)                          | fut      | rajz és művészet              |
| Young Music (ヤングミュージック)                        | megszűnt | zene                          |
| Deluxe Maragret (デラックス マーガレット)               | megszűnt |                               |
| Besszacu Young Sense (明星ヤングセンス)                 | megszűnt |                               |
| Súkan Seventeen (週刊セブンティーン)                    | megszűnt |                               |
| Joker (ジョーカー)                                      | megszűnt |                               |
| Guts (guts)                                             | megszűnt |                               |
| Súkan Sónen Jump (週刊少年ジャンプ)                     | fut      |                               |
| Besszacu Sónen Jump (別冊少年ジャンプ)                  | megszűnt |                               |
| Szubaru (すばる)                                        | fut      |                               |
| Non-no (ノン－ノ)                                       | fut      |                               |
| Ocean Life (オーシャンライフ)                           | megszűnt |                               |
| Roadshow (ロードショー)                                 | fut      |                               |
| Gekkan Seventeen (月刊セブンティーン)                   | megszűnt |                               |
| Play Girl (プレイガール)                                | megszűnt |                               |
| Gekkan Sónen Jump (月刊少年ジャンプ)                    | megszűnt |                               |
| Saison de Non-no (SAISON de non・no)                    | megszűnt |                               |
| Súkan Maragaret (週刊マーガレット)                      | megszűnt |                               |
| Monthly Playboy (プレイボーイ)'                         | megszűnt |                               |
| More (MORE)                                             | fut      |                               |
| Besszacu Hair Catalog (明星ヘアカタログ)                | megszűnt |                               |
| Bouquet (ぶ～け)                                        | megszűnt |                               |
| Súkan Young Jump (週刊ヤングジャンプ)                   | fut      |                               |
| Cosmopolitan (コスモポリタン)                           | fut      |                               |
| Ribon Original (りぼんオリジナル)                       | fut      |                               |
| You (ユー)                                              | fut      |                               |
| Cobalt (COBALT)                                         | fut      |                               |
| Non-no More Books (non・no MORE BOOKS)                  | fut      |                               |
| Lee (リー)                                              | fut      |                               |
| Sumuappu (サムアップ)                                   | megszűnt |                               |
| Dunk (DUNK)                                             | megszűnt |                               |
| Office You (OFFICE YOU)                                 | fut      |                               |
| Business Jump (ビジネスジャンプ)                        | fut      |                               |
| Men's Non-no (メンズノンノ)                             | fut      |                               |
| Young You (ヤングユー)                                  | megszűnt |                               |
| Jōhō Chishiki Imidas (情報・知識 imidas)                | megszűnt |                               |
| Sószecu Szubaru (小説すばる)                            | fut      |                               |
| Gekkan Bees Club (月刊ベアーズクラブ)                   | megszűnt |                               |
| Gekkan Tiara (月刊ティアラ)                             | megszűnt |                               |
| Super Jump (スーパージャンプ)                           | fut      |                               |
| Spur (SPUR)                                             | fut      |                               |
| Bart (バート)                                           | megszűnt |                               |
| Tanto (TANTO)                                           | megszűnt |                               |
| V Jump (Vジャンプ)                                      | fut      |                               |
| Fresh Jump (フレッシュジャンプ)                         | megszűnt |                               |
| Chorus (コーラス)                                       | fut      |                               |
| All Natural (モア・ナチュラル)                          | megszűnt |                               |
| Manga Allman (マンガ・オールマン)                       | megszűnt |                               |
| Tepee (Tepee)                                           | megszűnt |                               |
| Telekids (テレキッズ)                                   | megszűnt |                               |
| Maple (メイプル)                                        | megszűnt |                               |
| Shueisha Sinso (集英社新書)                             | fut      |                               |
| Ultra Jump (ウルトラジャンプ)                           | fut      |                               |
| Cookie (クッキー)                                       | fut      |                               |
| Baila (BAILA)                                           | fut      |                               |
| Sportiva (スポルティーバ)                               | fut      |                               |
| Maquia (MAQUIA)                                         | fut      |                               |
| Pinky (PINKY)                                           | fut      |                               |
| Yomu Ningen Dock Kenkō Hyakka (読む人間ドック 健康百科) | megszűnt |                               |
| Uomo (UOMO)                                             | fut      |                               |
| Gekkan Young Jump (月刊ヤングジャンプ)                  | fut      | szeinen manga                 |
| Jump Square (ジャンプSQ.)                               | fut      | sónen manga                   |